# 最高技術責任者
最高技術責任者（さいこうぎじゅつせきにんしゃ、英語: chief technical officer または chief technology officer、略語: CTO）は ビジネス幹部のポジションで、会社における技術的な役割に焦点をあてたものである。研究開発ディレクターの立場を拡張したものとして、アメリカでは1980年代に登場した。
ドットコム時代と、1990年代のコンピュータブームの際に、多くの会社が主要な技術的人物に最高技術責任者という肩書を用いた。MISとITコミュニティはしばしば最高情報責任者(CIO)の同義語として、または、複雑な技術で精通した最高情報責任者の部下として、最高技術責任者という肩書を使った。最高技術責任者の役割は企業、産業の間で様々である。しかし、大体の場合、技術に関連している。以下のような役割が含まれる。
- 短期間の（戦略的な）技術的方向性決定
- 研究開発のビジネス的な監督
- 企業内でのソフトウェアの利用

## 各国の状況

### 米国
最高経営責任者（CEO）や最高情報責任者（CIO）などとともに執行役員の役職の一種として位置づけられる。

### 日本
日本では法的にCTOを定義する法律は存在せず、CEO等と同様企業の内部呼称でしかない（2008年現在）。
法的に定められたCTO相当の役職としては、旧日本国有鉄道における総裁を技術面で補佐する役職である技師長職（旧日本国有鉄道法・第12条および第13条第3項）などがある。

## 関連用語
- 役員 (会社)
- 最高経営責任者（CEO）
- 最高執行責任者（COO）
- 最高財務責任者（CFO）
- 最高技術責任者（CTO）
- 最高戦略責任者（CSO）
- 最高情報責任者（CIO）
- 最高知識責任者（CKO）
- 最高インパクト責任者（CHIMPO）